# La marquise de Brinvilliers
La marquise de Brinvilliers è un'opera che fu scritta in collaborazione da nove compositori. La prima rappresentazione ebbe luogo presso la Salle Ventadour dell'Opéra-Comique di Parigi il 31 ottobre 1831.

## Composizione e rappresentazioni
Durante l'Impero e la Restaurazione, vi furono delle collaborazioni in occasione delle quali alcuni compositori lavorarono insieme, per brevi periodi, alla realizzazione di opere per celebrare eventi importanti per la dinastia regnante, come un matrimonio, una nascita o un battesimo. Simili collaborazioni erano di solito un lavoro di pochi giorni e potevano coinvolgere fino a quattro compositori. L'unico lavoro importante a molte mani prima de La Marquise de Brinvilliers era stato Le congrès des rois, concepito in spirito rivoluzionario, realizzato da dodici compositori e presentato all'Opéra-Comique il 26 febbraio 1794.
Nel 1831, l'Opéra-Comique aveva difficoltà economiche e la Salle Ventadour non era più di moda. Émile Lubbert, il direttore della compagnia, aveva necessità di allestire velocemente una produzione di successo. Ingaggiò Eugène Scribe e Castil-Blaze  per scrivere un libretto e, non potendosi permettere di attendere troppo tempo, divise il lavoro di composizione tra i nove autori: Daniel Auber, Désiré-Alexandre Batton, Henri Montan Berton, Giuseppe Marco Maria Felice Blangini, François-Adrien Boieldieu, Michele Carafa, Luigi Cherubini, Ferdinand Hérold e Ferdinando Paër. Cherubini era il vecchio maestro del gruppo dei nove musicisti, «il Nestore dei compositori». Batton era il meno conosciuto, fu autore di alcune opere senza successo poi lavorò nella produzione di fiori artificiali. Berton, Paer, Blangini e Carafa avevano ormai superato l'apice della carriera. Boieldieu aveva avuto successi negli anni 1820. Herold aveva appena mandato sulle scene, con grande successo, Zampa. Auber era all'apice della fama e del potere. Una recensione nel Courrier de l'Europe segnalò l'inserimento di una giga di Gossec, un compositore di una generazione precedente che era morto nel 1829.
L'opera debuttò il 31 ottobre 1831 ed ebbe un numero molto modesto di spettacoli, trentadue, l'ultimo dei quali fu dato il 9 dicembre, poi il teatro chiuse. Il teatro riaprì nel gennaio 1832 con un nuovo direttore e continuò a lottare per la sopravvivenza. Prima della fine del 1831, F. Marcucci compose una Fantasia per arpa sui motivi più belli della Marquise de Brinvilliers. L'opera fu ripresa nel 1836 con undici spettacoli. Non sono documentate altre rappresentazioni.

## Personaggi e interpreti della première
| Personaggio                                           | Registro vocale | Interprete (Direttore: Valentino)                            |
| ----------------------------------------------------- | --------------- | ------------------------------------------------------------ |
| La marchesa di Brinvilliers                           |                 | Prévost, probabilmente il soprano Geneviève-Aimé-Zoë Prévost |
| Hortense De Montmélian, moglie di Vernillac           | soprano         | Félicité Pradher                                             |
| Arthur de Saint-Brice, giovane innamorato di Hortense |                 | Moreau Sainti                                                |
| M. de Vermilhac (o Vernillac)                         |                 | Boulard                                                      |
| Galifard, italiano al servizio della marchesa         | baritono        | Louis Féréol                                                 |
| Madelon, amica d'infanzia di Hortense                 |                 | Boulanger                                                    |
| Le premier du Roi                                     |                 | Louvet                                                       |
| Un valletto di Vermilhac/Vernillac                    |                 | Charles                                                      |
| Un servo della marchesa                               |                 | Duchenet                                                     |
| M. de Coulange                                        |                 | Alfred                                                       |
| Ospiti e amici                                        |                 |                                                              |

## Trama

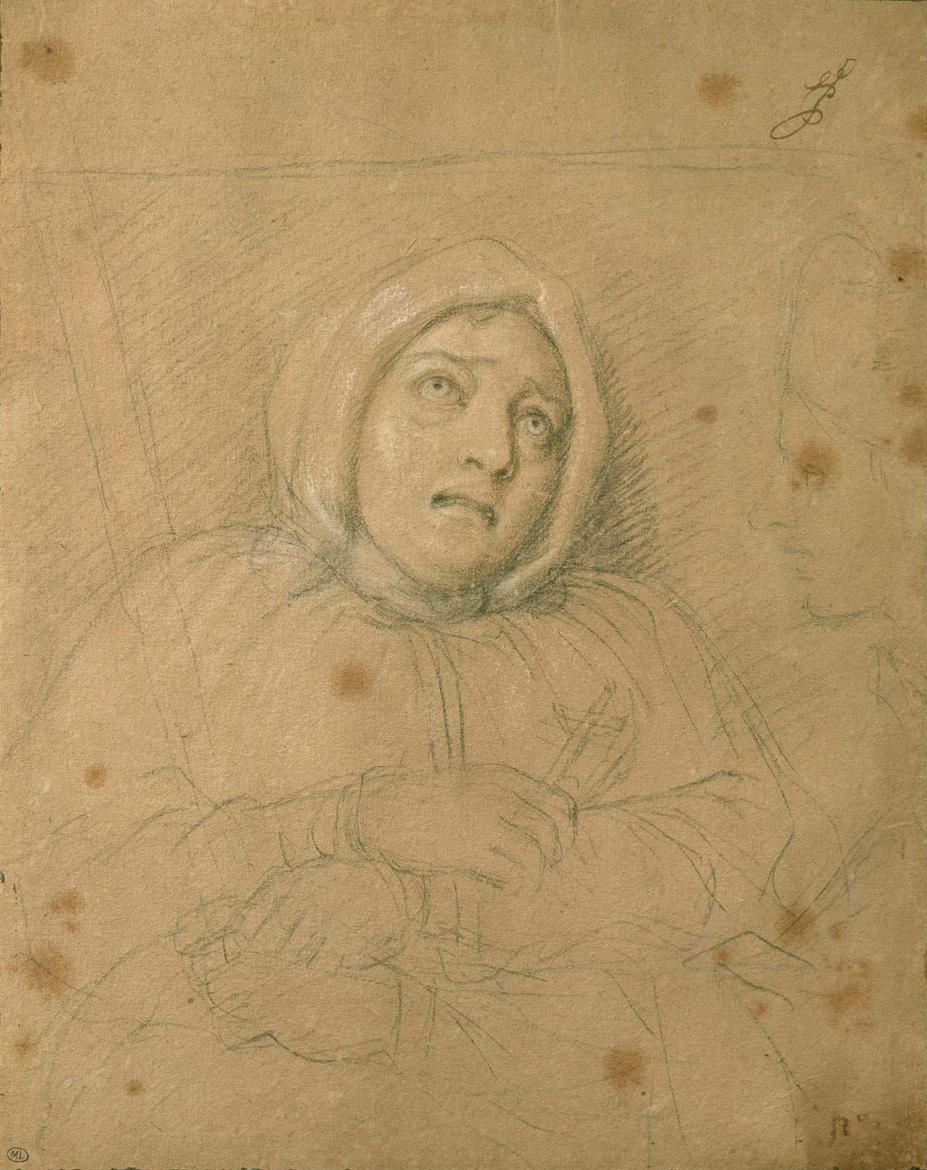
Marie Madeleine d'Aubray

La vicenda è ispirata alla storia di Marie-Madeleine-Marguerite d'Aubray, marchesa de Brinvilliers, una figura storica del XVII secolo, sottoposta a un processo per omicidio che diede il via al cosiddetto Affare dei veleni, che vide un certo numero di aristocratici francesi accusati di omicidio e stregoneria.
I primi due atti si svolgono nell'abitazione di Vernillac, marito di Hortense, a Versailles. Il terzo atto è ambientato a Parigi nel palazzo della marchesa in rue Neuve-Saint-Paul.
Epoca: durante il regno di Luigi XIV, 1643-1715.
L'antefatto. Hortense De Montmélian e Arthur Saint-Brice sono due innamorati senza ricchezze. La marchesa , segretamente innamorata di Arthur, fa in modo che si separino, e fa credere a ciascuno dei due che sia stato l'altro a volere interrompere la loro storia d'amore. La marchesa combina poi per Hortense il matrimonio con Vernillac, un ricco funzionario governativo.

### Atto I
Mentre giungono gli ospiti per il matrimonio di Vernillac e Hortense, l'uomo gioisce, mentre la futura sposa esprime la sua costernazione e racconta all'amica Madelon di come si senta ferita dal silenzio di Arthur. La marchesa si incontra privatamente con il suo assistente Galifard e capisce che questi sa più di quanto lei immaginava della sua passione per Arthur e dell'inganno perpetrato ai danni dei giovani amanti. Arthur entra e spiega di essere venuto dalla marchesa per un consiglio. Nonostante la separazione di un anno, desidera vedere la donna che ama ancora una volta. La marchesa gli ordina di partire, ma Arthur incontra Madelon, che capisce facilmente che Arthur è ferito come Hortense e non ha mai visto le sue numerose lettere. Madelon si precipita nel tentativo di fermare il matrimonio, ma Hortense e Vernillac rientrano, appena sposati. Tra il tripudio generale, Hortense e Arthur si riconoscono.

### Atto II
Hortense e Arthur si incontrano e si riconciliano. La marchesa li interrompe e, nascondendo il suo amore per Arthur e il suo odio per la rivale, li convince a separarsi per timore che Vernillac diventi ancora più sospettoso di quello che già è. Arthur scrive una lettera a Hortense e Madelon cerca di farla pervenire eludendo la sorveglianza di Vernillac, nascondendola in una cesta sotto un mazzo di rose per Hortense. La marchesa ha appreso della lettera e ha aggiunto ad essa un veleno impercettibile ma ad azione rapida, che le permetterà di disfarsi della sua rivale. Hortense e Vernillac, marito estremamente geloso, si preparano a lasciare il ballo di nozze. Vernillac sente Madelon sussurrare a Hortense e cattura la frase "nel cestino". Quando sono finalmente soli, Vernillac, con crescente veemenza, assilla Hortense con i suoi dubbi su presunti segreti che lei gli nasconderebbe. In un primo momento Hortense difende la propria fedeltà, ma non può nascondere i suoi sentimenti e alla fine ammette che c'è una lettera nascosta tra i fiori. Vernillac strappa il bouquet dal cesto, ne inala il profumo e cade morto. Hortense grida in cerca di aiuto e gli ospiti del matrimonio entrano ed esprimono il loro grande stupore generale.

### Atto III
La marchesa, sola, guarda delle lettere che Galifard le ha restituito. La donna teme che Galifard possa ricattarla. Nella parte inferiore del portafoglio di Galifard la marchesa trova un vano segreto con un pacchetto rosso pieno di polvere, e comprende che questo è l'antidoto che gli ha permesso di salvarsi da un tentativo di avvelenamento. La marchesa sostituisce l'antidoto con un veleno ad azione lenta. Giunge Galifard e parla di un loro possibile matrimonio. Lei è sconvolta, ma finge di assecondarlo. Quando viene portato il tè, la marchesa aggiunge zucchero nella propria tazza, mentre Galifard versa la polvere del suo pacchetto rosso dicendo che si tratta di un medicinale. I due discutono di un loro prossimo viaggio in Italia e della felicità futura. Quando Galifard parte, la marchesa gioisce al pensiero che tra un'ora sarà morto..
La scena cambia. Hortense appare in lutto per Vernillac. Arthur prega la marchesa di chiedere a Hortense di riceverlo. La marchesa al contrario insinua con Hortense che Arthur potrebbe avere avvelenato Vernillac. Hortense immagina che Arthur fuggirà dalla Francia per evitare l'arresto. Hortense si sente oppressa, appena vedova e sul punto di perdere Arthur. Quando Arthur la avvicina, Hortense si rifiuta di parlare con lui, dicendo che è pronta a entrare in convento. Arthur, furente, si prepara a partire, mentre la marchesa gusta il suo trionfo per la riuscita separazione degli amanti. Improvvisamente Galifard entra, ridotto a uno spettro e in preda alle convulsioni. Con le ultime forze accusa la marchesa dell'avvelenamento di Vernillac. Tutto diventa immediatamente chiaro. La marchesa è condotta via per affrontare il processo, e mentre Galifard spira lo guarda con aria di trionfo e vendetta.

## Critica
Una lunga recensione nel Courrier d'Europe definì quest'opera «la più interessante che il Ventadour abbia offerto da lungo tempo a questa parte». La Revue des deux mondes trovò che alla musica mancava l'unità, ma osservò che «un duetto di Auber nel terzo ha ricevuto molti applausi. La tragedia è ben costruita e toccante. C'è tanto veleno, ma gestito in modo verosimile. Purtroppo un duetto non fa un'opera, nemmeno un'opera comica» Frédéric Chopin, d'altra parte, scrisse che sarebbe stato difficile mettere insieme un gruppo migliore per un lavoro collaborativo di questo tipo: «non ero annoiato e questo non è un lavoro da deridere».

## Contributi
- Daniel Auber
  - Duetto nel terzo atto[11]
- Désiré-Alexandre Batton
  - Duetto e finale del primo atto[12]
- Henri Montan Berton
  - Brani del terzo atto[12]
- Felice Blangini
  - No. 3, Recitativo e Aria: "Oui mon repos l'exige"
  - No. 5, Rondo: "De ces lieux que j'abhorre"
  - No. 6, Duetto: "Un mot encore, un mot, Madam"[13]
- François-Adrien Boieldieu
  - Brani[12][14]
- Michele Carafa
  - Overture, finale del secondo atto[8][15]
  - Duetto del secondo atto[8]
- Luigi Cherubini
  - Introduzione al primo atto (perduta)[16]
- Ferdinand Hérold
  - Finale del terzo atto[8][12]
- Ferdinando Paer
  - Aria italiana [12]